# 1967年中国流脑大流行
1967年中国流脑大流行或1966-1967年中国流脑大流行是指1966-1967年中华人民共和国所发生的流行性脑脊髓膜炎大流行。据中国疾病预防控制中心统计，1966-1967年中华人民共和国全国流脑发病率达403/10万，死亡16万余人。而据新民周刊报道，中国流行病学专家曾光称，1967年中华人民共和国共有304万人感染流脑，死亡16万4000人。中国科学院发表的一篇论文则指出，1966至1967年,中华人民共和国大规模的人口流动诱发了该国的流行性脑脊髓膜炎大流行，期间全国发病300 万人，死亡16.4万人。根据相关学术研究，该次流脑大流行由血清群A的脑膜炎奈瑟氏球菌(MenA)引起。
该次大流行的指示病例疑似為在广东省阳春县潭水中学的一名学生。时值文化大革命前期，该县中学生通过大串连，将流脑疫情扩散至中国大陆全境。该次流脑疫情先在各大城市爆发，又迅速向中小城市及边远农村地区扩散。很多偏僻山区及农村由红卫兵大串连带来感染，引起自然村疫病爆发流行。
1966-1967年春，中华人民共和国全国流脑死亡率呈现逐步攀升的态势。有报道称，1966年时，中国流脑病死率为1.1%，而进入1967年春季后，中华人民共和国全国流脑病死率达至5.49%，而该轮全国流脑疫情的全过程病死率亦为5.49%。
有医疗卫生的专业研究者认为，因有的地方偏僻闭塞，流脑死亡的患者的实际数字可能比能够统计到的还要多。

## 起因
1966年夏，中华人民共和国爆发文化大革命。
1966-1967年，文化大革命中的红卫兵大串联引起了当时中华人民共和国历史上空前的人口大规模无序流动，外界认为是令1966－1967年流脑大流行发生的重要社会因素。
北京高校思想政治理论课平台刊载的《中共历史与理论研究》2017年第2辑的文章分析认为，红卫兵大串连带来的衣、食、住、行四方面问题，是带来大流行的直接诱因：
- 穿衣方面，当时中华人民共和国民众经济条件很差，中国南方的师生在本地过冬是没有棉衣的，来北京串连也是单衣。1966年10月26日北京刮起7级西北风，气温降至零度，27日夜有冰冻，气温继续降至零下3度[18][19]。当时在京的外地师生约有百万人之多，御寒能力甚弱，许多外地师生受冻生病[18]。10月27日深夜，北京市委接待处连夜赶写《关于去北京串连要带好御寒衣被的紧急通知》，告知全国铁路沿线各站代为广播，并抄成大字报张贴。该通知强调，希望来京串连的革命师生，一定要穿好棉衣，带上棉被[18][19]。但是，这依然没有阻挡住各地来京者的脚步，各接待单位只得动员内部职工大量支援旧衣服、被褥，借给衣着单薄的外地师生临时穿用。北京市又通过租贷公司，租用数量不菲的棉被分发使用。其他外地城市大多数没有北京这样的条件，串连师生难以抵御寒冷带来大面积感冒，成为流脑侵袭的第一个突破口[12]。
- 饮食方面，对上千万人的饮食供应是刚刚摆脱三年经济困难时期的国家的一个严重问题。1966年8月30日北京市服务管理局向上级报告称，外地革命师生来势很猛，短短半个月内已出现两次来京高潮，现在最大的问题是吃饭解决不了[20]。报告中称，8月27、28、29日三天，每天都有大批外地师生吃饭没有得到妥善安排，有的师生一天只吃了一顿饭[20]。红卫兵串连到井冈山途中，起初地方供应红米饭或者南瓜，后来地方当局亦难以满足，饿肚子走一天是常事。饮食不周、营养不良，是流脑侵袭的第二个突破口[12]。
- 住宿方面，1966年国庆过后，有数十万大量外地师生滞留北京不归，大都穿梭在国家重要机关参与“文革”运动。北京市当局只好仓促决定在市区街道、空地安排搭建临时席棚。据北京市土产经营处10月11日报告[18][19]称，这次供应搭席棚用的席子、竹尖、毛竹、草帘、厚草垫、蒲草褥子、草袋子、草片等物资就总值400多万元，共计1000多节火车的物资。估计全市搭建席棚约28万平方米，几乎把中心城区空地覆盖。外地则没有这样的物力，只能动员腾房。文章作者称，据其亲身经历，当时江西南昌市接待条件比较好的省委党校亦无法应付当时的情况，只能安排几百人住在一间大礼堂里，男女混杂打地铺，而到新余市后则只能住在农村草棚里。冬春正是流脑流行的季节，上述恶劣住宿条件，无疑使流行疫病如虎生翼，一触即发[12]。
- 交通方面，拥挤的火车、汽车成为了流脑的主要传播渠道。红卫兵大串连由于人数众多，路线集中，使火车超载几倍，通常运载一百多人的一节车厢，在当时甚至塞满了四、五百人，连座椅下面都躺满了人，水泄不通，动弹不得，上厕所都要踩着长椅背上一点点挪步过去。当时参加大串连的大多是大中学生，缺乏生活自理常识，不注意卫生，加之车厢里缺少饮水食品，抵抗力严重下降。由于交通堵塞严重，往往在一个车站就要停十几个小时。火车外气候寒冷，车厢里又没有暖气，只能封闭窗户，几百人挤压在一起，空气十分浑浊肮脏，一有感冒，立即引起大面积传染。文章作者称，根据其当时参与红卫兵串连去井冈山时的亲身经历，当时卡车上挤得如沙丁鱼罐头，想抬腿松弛一下麻木的脚都困难[12]。

据资料记载，该次流脑大流行的首例病人疑似是广东省阳春县潭水中学的一名学生。该生北上大串连回到学校后，于1966年11月17日在马水公社家里发病。从他发病开始，脑膜炎流行现象逐渐出现，后该县中学生又通过全国大串连，将流脑疫情带向了全国各地。流脑疫情迅速传播，最终演变成全国性流脑大流行。

## 各地情况
| 广西壮族自治区       | 123,864  | 8,373  |
| 黑龙江省             | 38,900   | 2,146  |
| 新疆维吾尔自治区     | 7,090    | 445    |
| 安徽省               | 254,961  | 12,748 |
| 吉林省               | 27,762   | 不详   |
| 山东省               | 336,666  | 13,933 |
| 广东省               | 312,658  | 15,290 |
| 江西省               | 26,500   | 11,000 |
| 福建省               | 92,626   | 4,628  |
| 河北省               | 101,838  | 7,495  |
| 北京市               | 32,371   | 1,208  |
| 天津市               | 14,243   | 不详   |
| 山西省               | 26,616   | 不详   |
| 辽宁省               | 51,931   | 3,013  |
| 陕西省               | 39,754   | 不详   |
| 甘肃省               | 7,978    | 874    |
| 宁夏回族自治区       | 3,654    | 376    |
| 青海省               | 843      | 92     |
| 江苏省               | 170,166  | 不详   |
| 上海市               | 约3,000  | 不详   |
| 河南省               | 356,082  | 18,516 |
| 湖南省               | 164,902  | 不详   |
| 四川省               | 122,155  | 8,674  |
| 重庆市               | 3,710    | 337    |
| 海南省               | 4,452    | 不详   |
| 武汉市               | 26,535   | 497    |
| 贵阳市               | 2,039    | 211    |
| 赤峰市               | 1,985    | 227    |
| 杭州市               | 约15,000 | 不详   |
| 宁波市               | 37,690   | 不详   |
| 嘉兴市               | 15,176   | 不详   |
| 数据来源：各地地方志 |          |        |

### 广东省
1966年11月至1967年2月上旬，广东省共报告患病51,834人，死亡3,394人。截止1967年3月15日，广东全省患病人数达195745人，死亡10770人，死亡人数在全国各一级行政区中居第二位。
- 阳春县

截止1967年，阳春县流脑发病共4,452例，死亡312例。
- 吴川县

1966年至1967年5月，吴川县脑膜炎发病5,368例，死亡347人。
- 湛江市

1967年湛江市发生流行性脑膜炎。因“大串连”而加剧，全市发病共1,799例。
- 江门市

1967年1至3月，江门市市区报告流脑病例近千例，病死45人，发病者多为学生和青年。
- 文昌县（广东省海南行政区）

根据文昌县县志的记载，全县21个公社(镇)和3个国营农场共计发病643例，死亡57例，病死率达8.86％。文昌县县志分析称，时值“文化大革命”，人群流动量大，发病面广，蔓延快，救治药物奇缺，以至于死亡率较高。

### 安徽省
2017年4月28日《安徽日报》刊载的文章《孩子打疫苗家长先“扫盲”》中称，1967年该省报告流脑病例达25万之多，约有一万多个孩子死于该病。

### 辽宁省
辽宁省共计发病51,931人，死亡3013人。

### 浙江省
- 杭州市

杭州市共计约有15,000人发病。
- 绍兴市

绍兴市共计发病29,118例，死亡1,040人。

### 上海市
1966年，上海市川沙县共计发病2,015例，而1967年上升至4,916例，发病率达868／10万。川沙县县志分析称，建国初期，流脑发病率高，疫情起伏大。“文革”初期，受大串联影响，引起爆发流行。

## 反应与影响
受流脑大流行影响，中国中央政府及地方党政机构采取了诸多紧急措施进行应对。

### 组织成立防治机构
受文化大革命的冲击，卫生部长钱信忠在内的许多干部都受到造反派批斗，难以开展正常工作。面对大串连造成的严重流脑疫情，中华人民共和国总理周恩来批示要求立即组织卫生干部建立专业机构防治流脑：“请富春、先念两同志立即找卫生部孙正、钱信忠、崔义田、黄树则四同志，最好建立一防治脑膜炎办公室，以钱、崔二人和三个造反派各出一人，马上开始工作。这些人要全力以赴，不要再以其他工作干扰他们。”由于卫生部机构已经瘫痪，3月24日周恩来又召集卫生部和造反派组织开会，询问防疫情况。他强调说：“我点钱信忠、崔义田抓“流脑”办公室，四个组织都要支持抓防疫，这个工作是最紧急的，一天都不能迟缓”。
在周恩来的多次亲自过问下，中华人民共和国卫生部迅速成立了“流脑”防治专业机构，开始指导全国的“流脑”防疫工作。1967年3月10日，卫生部成立了防治脑膜炎办公室，组织对于“流脑”的预防治疗工作。3月11日，卫生部发出《关于立即组织医疗队下乡防治脑膜炎的通知》，要求各地卫生部门组织医疗队深入基层进行“流脑”防治工作。各地成立防治“流脑”办公室，组织医务防治队伍奔赴疫区治疗。
事实上，在中华人民共和国中央政府成立“流脑”防治办公室之前，各地已经采取了一些相应的防治措施，成立了一些地方性的防治流脑大流行的机构。
- 1967年1月30日，广东省委发出批复文件，成立流行性脑膜炎防治领导小组，组织防治工作，印发疫情动态及防治情况反映等，下拨各地经费80多万元用于防治工作。
- 江西井冈山地区，由于疫情蔓延，又遇到大雪，交通阻隔，当地驻军派出了直升飞机，向被困在山中的红卫兵投放了药品。
- 北京市委接待处报告规定，外地革命师生的医疗费、住院伙食费，按实际用量报销；外地学生死亡火葬费，死者的直系亲属来京往返车费，可以报销。

### 各地积极开展防治工作
流脑疫情引起了严重的社会问题，中华人民共和国各地当局采取了多个手段来在文化大革命的动乱中开展流脑疫情的防治。

#### 广东省
1967年1月26日，广东省卫生厅向广东省委提交《关于当前流行性脑膜炎防治工作情况的报告》，并发出防治的紧急通知，指出“流脑”已经波及该省很多地区：“目前省内各地‘流脑’发病率迅速上升，尤其广州地区‘流脑’发病率每天300多例，医院非常紧张。为了抢救阶级兄弟生命，扑灭疫情，建议各级医药卫生部门及医药院校等有关单位……千方百计发掘所有潜力，迅速组织队伍，奔赴疫区，参加防治工作……”。
广东省当局施行了诸多政策来遏止疫情：
- 佩戴口鼻罩：广东省卫生厅1967年1月26日给省委的报告中称，“流脑是一个呼吸道传染病……只要将侵入途径切断和限阻，就会收到预防的效果。因此，要求大、中城市的居民、革命师生人人戴口鼻罩……戴口鼻罩比吃预防药效果好得多，必须认真推行。”针对口罩不足的情况，各地想了不少办法。如恩平县，“尽了很大力量才供应10万个，才达人口三分之一。各地发动群众用旧布自制口罩，解决了不少问题，但用起来不大雅观，不敢带上圩”。同时，党政机构也大力宣传搞好环境卫生，采取晒被通风等卫生措施。

- 采取药物防治：当时最主要的防治药物是磺胺类，十分紧缺。广东省卫生厅报告提到磺胺类药物数量不多，应首先保证在治疗上使用，预防方面只在小范围对密切接触者使用。治疗用的磺胺针剂更是紧缺，广东省防治“流脑”办公室组织省市医药、药检、生产部门和药剂专业师生组成工作组，到部分疫情严重的地方自行试制磺胺类针剂以解决问题，并提出医护人员抢救病人时，要注意结合中医药疗法，推广针灸疗法和中医诊治，在预防上也应用中成药或中草药。广州当局曾大力推行薄荷含片作为全民含服预防药，不少地方则抢购中草药，服大桉叶、龙胆草、松毛甘草等清凉解毒药。

- 限制人口流动和减少接触：广东部分地区采取了把守村口的检疫办法，“在流行期间10—15岁以下儿童一律不准出村，外来者只在村口接洽，非进出村不可的人动员其自觉戴好口罩，滴鼻漱口”。此外，减少集会，注意隔离病人的密切接触者等。这些方法在后来的实践中被证实为是有效的。

- 大面积消毒：对广东省新会、恩平两地的调查表明，“许多小队、大队，甚至公社都进行了全面的消毒，双水公社卖出2000斤漂白粉，供群众自己买回去消毒，恩平县则卖去了8000斤。恩平横陂公社1月29—31日三天买回白醋1900斤，花了约1400元，每户发半斤进行全面蒸熏”。

### 其他
1966年底，由于大串联严重破坏了中国大陆的生产和生活秩序，周恩来代表国务院向毛泽东为代表的“无产阶级司令部”建议停止大串连。毛泽东同意暂停串连，到明年春天再进行。但第二年春天中华人民共和国并没有继续进行大串连。有学者分析认为，此举应当是反映了当局在进行决策时综合考虑了流脑疫情爆发，1967年2月3日发表的《中共中央、国务院关于革命师生和红卫兵进行步行串连问题的通知》亦提及称，“有的地方还发生了传染病，影响了革命师生的健康。这些问题，急需加以解决”。

## 后续及大众文化
经过医疗部门积极救治，并采取疫苗注射、服药等预防工作，该轮流脑疫情最终得到控制。1968年后，中国大陆流脑发病率逐年下降，并在1973年达至最低点，发病率降至0.112%，该轮全国性流脑疫情大爆发终于结束。中疾控发表的文章称，1967年即为中国大陆地区流脑的历史发病高峰，此后，中国大陆地区除了曾在1977年出现的另一个小高峰（60.1/10万）外，疫情呈现持续下降态势，至90年代，中国大陆地区流脑疫情维持到1/10万以下的水平。
此次流脑大流行虽一直没有见诸报刊广播公开，但对于很多青少年患者造成的心理创伤历久弥深，民间记忆也颇为不少。1980年代初，中国大陆民间流传有一句挂在嘴边的骂人话是“你得了脑膜炎”（含义近似于现今的“神经病”或“脑残”)。有分析认为，此一说即产生自1966-1967年中国流脑大流行。

## 外部連結
- 特别专题 | 1966—1967年全国性“流脑”的暴发与防治 （页面存档备份，存于）
- China Acknowledges Serious Epidemic in South; Officials in Washington Study Reports of Meningitis in Four Provinces （页面存档备份，存于）